# Cléo (football, 1959)
Pour les articles homonymes, voir Cléo (homonymie).
 (septembre 2014).
Si vous disposez d'ouvrages ou d'articles de référence ou si vous connaissez des sites web de qualité traitant du thème abordé ici, merci de compléter l'article en donnant les références utiles à sa vérifiabilité et en les liant à la section « Notes et références ».
Cléo Inácio Hickman, plus connu comme Cléo, né le 9 février 1959 à Venâncio Aires (Brésil), est un footballeur brésilien qui jouait au poste de milieu de terrain.

## Biographie

### Clubs
Cléo commence à jouer avec les juniors du SC Internacional. En 1977, il rejoint l'équipe première de ce club jusqu'en 1980.
En 1981, il est transféré au FC Barcelone pour remplacer le meneur de jeu Bernd Schuster qui s'est blessé. Cléo ne parvient pas à s'imposer au Barça et il retourne vite au Brésil dans son club d'origine, l'Internacional.
En 1983, il est recruté par le SE Palmeiras.
Il met un terme à sa carrière de joueur en 1989.
Cléo est actuellement représentant de footballeurs.

### Équipe nationale
Cléo fait partie de l'équipe du Brésil qui participe aux Jeux pan-américains de 1979.